# Pite (moneta)
Pite – srebrna moneta francuska o wartości denara bita od XIII do XV w., początkowo w hrabstwie Poitou, a następnie w innych regionach Francji.
W XVII w. określano tym mianem obrachunkowe ¼ denara.